# Какицу
Какицу (嘉吉) је јапанска ера (ненко) која је настала после Еикјо и пре Бунан ере. Временски је трајала од фебруара 1441. до фебруара 1444. године и припадала је Муромачи периоду. Владајући монарх био је цар Го Ханазоно.

## Важнији догађаји Какицу ере
- 12. јул 1441. (Какицу 1, двадесетчетврти дан шестог месеца): У својој 48 години живота убијен је шогун Ашикага Јошинори од стране Акамацуа Мицисукеа који се противио постављању Акамацуа Садамуре за вођу Акамацу клана. Нови шогун постаје Јошиноријев осмогодишњи син Ашикага Јошикацу.[3][4]
- 12–28. јул 1441. У одбрани шогуна убијени су многи племићи, између осталог и Кјогоку Такаказу (шуго провинције Јамаширо) и Оучи Мочијо, вођа Оучи клана.
- 1441. (Какицу 1, девети месец): Нападачи на Јошинорија извршавају самоубиство.[5]
- 1443. (Какицу 3): Договорен је „Какицу споразум“ између Јапанаца и Корејаца како би се стао на пут пиратима који су плачкали пловила у Јапанском мору.[6]
- 16. август 1443. (Какицу 3, двадесетпрви дан седмог месеца): Шогун Јошикацу умире у својој 10 години због последица пада са коња. Њега наслеђује млађи брат, осмогодишњи Ашикага Јошинари касније познат као Јошимаса.[7]
- 16. октобар 1443. (Какицу 3, двадесеттрећи дан деветог месеца): Наоружани нападачи упадају у палату у намери да убију цара Го Ханазоноа. Цар успева да побегне али нападачи узимају три симбола царске власти: мач, огледало и драги камен. Нешто касније један чувар проналази огледало, свештеник мач, док се драгуљ у царске руке враћа тек у осмом месецу Бунан ере.[8]